# Elis Eriksson

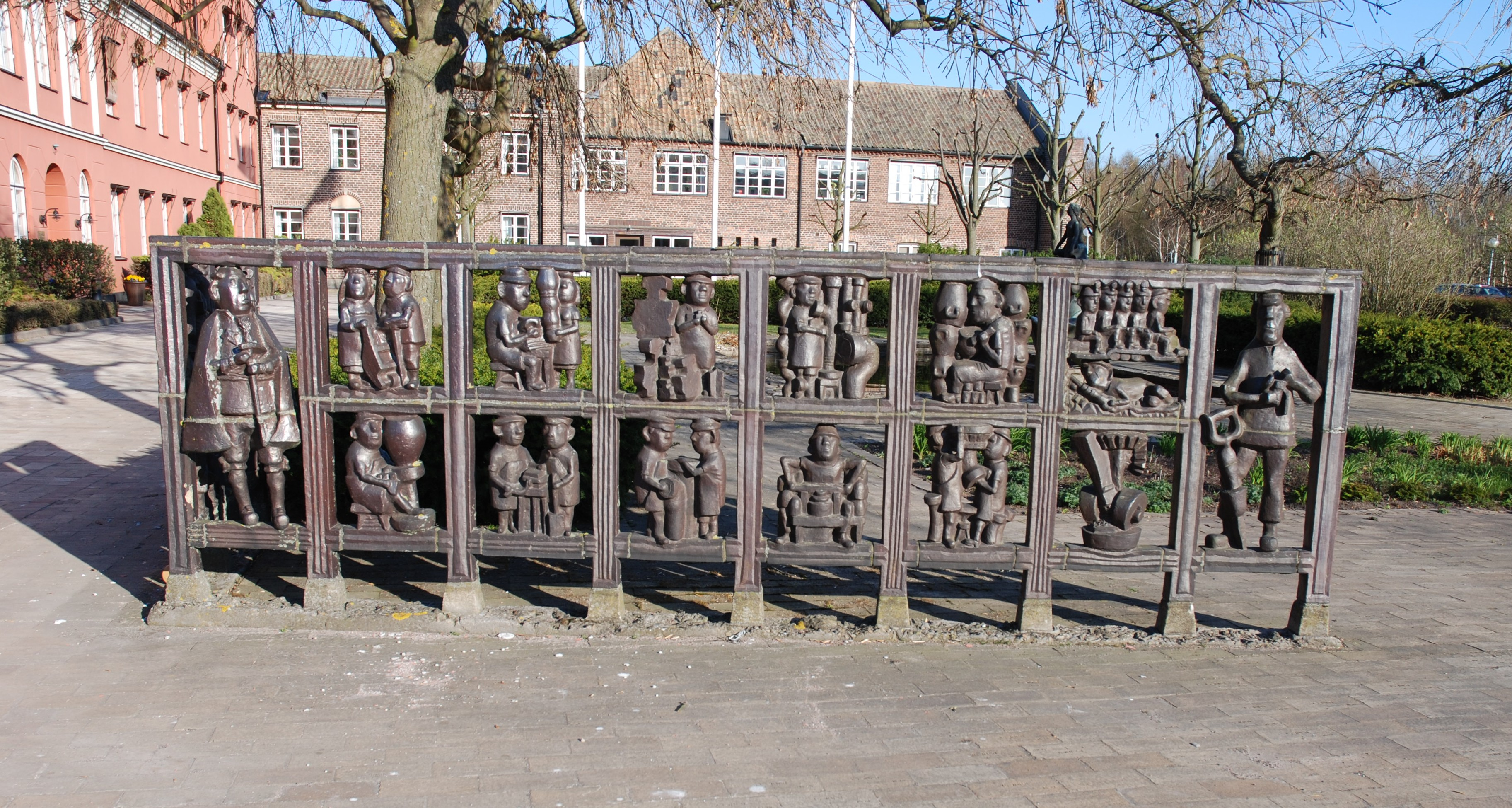
Stengodsspaljé (1950), utanför Höganäsbolagets huvudkontor i Höganäs.

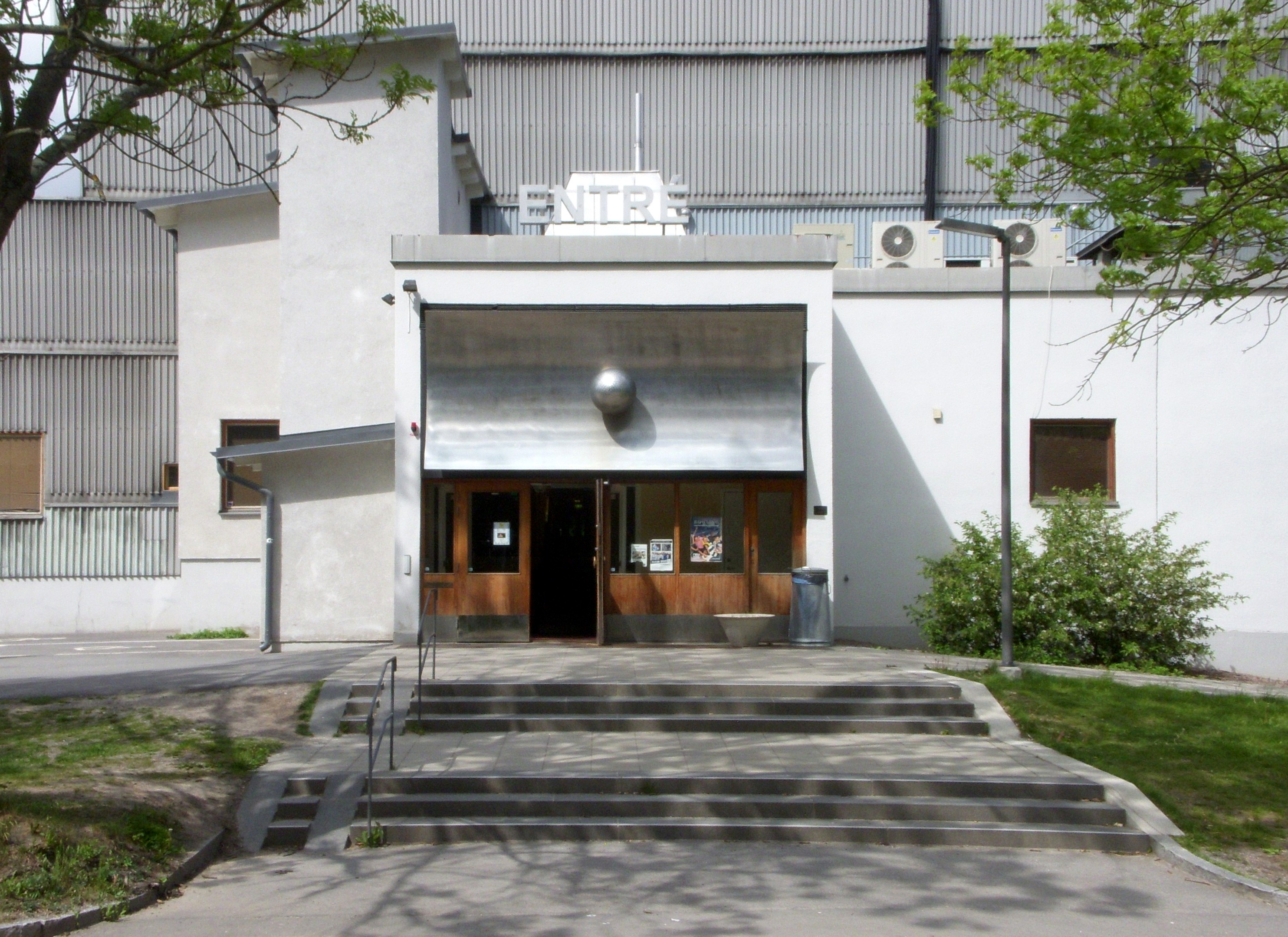
Enskedehallen i Stockholm. Ovanför entrén syns Erikssons skulptur Härere.

Elis Ernst Eriksson, född 22 augusti 1906 i Kungsholms församling i Stockholm, död 4 januari 2006 i Maria Magdalena församling, var en svensk målare, skulptör och författare. 

## Biografi
Elis Eriksson var son till möbelsnickaren Elis Eriksson, brorson till Christian Eriksson och kusin till Liss Eriksson. Han lämnades bort av sina föräldrar och uppfostrades hos en stockholmsfamilj. Han gick till sjöss i 20-årsåldern och började på 1930-talet studera vid Tekniska skolan i Stockholm. Han var gift med Hanna Viola och de fick fem barn tillsammans  1934–1948. Sonen Christer Eriksson är författare, dottern Kristina Eriksson är konstnär och yngste sonen Magnus Eriksson är skådespelare. Elis kom sedan in på Kungliga Konsthögskolan i Stockholm där han utbildade sig 1934–1939. Redan tidigt vände han sig emot det gängse konstbegreppet och kallade sina alster för produkter och inte konstverk. 
I början av 1960-talet vistades han till Paris, där han kom i kontakt med Pablo Picasso och andra modernister. Han fick ett stort genombrott 1964 med installationer i utställningen ”Indijaner å en kåvboj” på Galleri Eva Burén i Stockholm, som kläddes in glansigt papper och som bildade en historia om figurerna Pavan, Krokodilet och Ormet. 
Elis Eriksson var ständigt verksam med att bearbeta språket i sina bilder, där svenskan bryts upp och bitvis blir berättelse, bitvis former som bildar collage. Hans bildspråk har beskrivits som rått och anarkistiskt och i samma tradition som dadaisterna. I sina verk berörde han ofta det politiska läget, kriget och poesin. 
Han skrev 2001 prosaboken Nattens hundar. 
Han gjorde också serieböcker med figuren Pavan. På 1960-talet gavs dessa ut på Åke Hodells förlag Kerberos och senare har de getts ut av Rönnells Antikvariat.  Eriksson finns representerad vid Moderna museet och Värmlands museum.
Elis Eriksson är gravsatt i urnlunden på Maria Magdalena kyrkogård i Stockholm.

## Verk i urval
- Clinamen, TK/2=MA/s=P i hörsalarna Svarta Havet och Mandelgren på Konstfack, applikation i flamskyddad bomull, 2004[14]
- Utsmyckning av korridorvägg i Vällingby skola, keramik, 1954, tillsammans med Egon Möller-Nielsen, Sven-Erik Fryklund och Anders Liljefors